# Târgoviște
Târgovişte là một thành phố România. Thành phố là thủ phủ hạt Dâmboviţa. Đây là thành phố lớn thứ 29 quốc gia này. Thành phố Târgovişte có dân số 89.429 người (theo điều tra dân số năm 2002), diện tích km2. Thành phố có độ cao 280 mét trên mực nước biển.